# Frankenstein (film, 2004)
Frankenstein (v anglickém originále Frankenstein) je americký kriminální film z roku 2004. Režisérem filmu je Marcus Nispel. Hlavní role ve filmu ztvárnili Parker Posey, Vincent Pérez, Thomas Kretschmann, Adam Goldberg a Ivana Miličević.

## Obsazení
| Parker Posey       | Carson O´Conner |
| Vincent Pérez      | Deucalion       |
| Thomas Kretschmann | Victor Helios   |
| Adam Goldberg      | Michael Sloane  |
| Ivana Miličević    | Erika Helios    |
| Michael Madsen     | detektiv Harker |